# Di volpi, di vizi e di virtù
Di volpi, di vizi e di virtù è il settimo album degli Stadio, pubblicato dalla EMI Italiana (catalogo 7243 8 322542 2) nel 1995.
Dal 9 febbraio 1998, la Sony Music Italia ha reso disponibile per il download digitale la versione rimasterizzata.

## Il disco
Gli archi sono stati registrati al Condulmer Studio di Mogliano Veneto (TV) e allo studio Excalibur (MI).
La grafia del titolo dell'album non coincide con quella del brano omonimo contenuto, che risulta privo delle preposizioni successive la prima, e, come sulla retro copertina del CD, può avere il carattere '&' al posto della 'e' (Di volpi, vizi & virtù).
L'album vede il ritorno - seppur nelle vesti di collaboratore, peraltro in un solo brano - del tastierista Fabio Liberatori, uno dei membri fondatori del gruppo, fuoriuscitone nel 1984.

## I brani
- So solo che brucia
Cover, con adattamento e testo italiano di Bettina Baldassari, di What's Wrong With That Girl?, brano contenuto nell'album Heaven Knows (1992) del cantante australiano Rick Allan Price, che ne è autore e compositore insieme al connazionale Phillip Andrew Buckle.
- Ballando al buio
Tema musicale principale nella colonna sonora per la terza stagione (1996) della serie televisiva di Rai 2 intitolata I ragazzi del muretto. Insieme agli altri brani degli Stadio utilizzati nella serie, è stato inserito, nell'antologia Il canto delle pellicole (1996)[4].

## Tracce
Gli autori del testo precedono i compositori della musica da cui sono separati con un trattino.
1. Ma se guido una Ferrari[1] – 4:16 (testo: Roberto Roversi – musica: Gaetano Curreri)
2. So solo che brucia – 3:49 (testo: Bettina Baldassari – musica: Rick Price, Phil Buckle)
3. Ballando al buio – 4:15 (testo: Bettina Baldassari – musica: Bettina Baldassari, Gaetano Curreri)
4. Di volpi, vizi e virtù – 3:47 (testo: Bettina Baldassari – musica: Andrea Fornili)
5. Jimmy – 4:52 (testo: Francesco Guccini – musica: Andrea Fornili, Gaetano Curreri)
6. Canzone d'amore sprecato – 4:26 (testo: Roberto Vecchioni – musica: Andrea Fornili, Gaetano Curreri)
7. Maledettamericatiamo – 5:32 (testo: Roberto Roversi – musica: Andrea Fornili, Gaetano Curreri)
8. Ti perdonerei – 4:15 (testo: Vasco Rossi – musica: Arturo Zitelli, Gaetano Curreri)
9. Scandalosa Gilda – 4:12 (testo: Saverio Grandi – musica: Saverio Grandi, Gaetano Curreri[6])
10. Mi manchi già – 4:45 (testo: Saverio Grandi – musica: Saverio Grandi, Gaetano Curreri[6])
11. Due anime in me – 4:36 (testo: Saverio Grandi – musica: Saverio Grandi, Gaetano Curreri[6])
12. Ballando al buio (reprise) – 1:41 (testo: Bettina Baldassari – musica: Bettina Baldassari, Gaetano Curreri)

## Formazione
Gruppo
- Gaetano Curreri – voce, cori, tastiera
- Andrea Fornili – chitarra, cori
- Roberto Drovandi – basso, cori
- Giovanni Pezzoli – batteria, cori

Altri musicisti
- Aldo Fedele – pianoforte
- Fio Zanotti – fisarmonica (traccia 7)
- Fabio Liberatori – tastiera, pianoforte (traccia 7)
- Maurizio Piancastelli – tromba, cori
- Leonardo Carboni – tromba
- Sandro Comini – trombone, percussioni
- Paride Sforza – sax
- Edoardo Bennato – armonica (traccia 7)
- Loris Ceroni, Piero Lerede – cori